# Aethiothemara transiens
Aethiothemara transiens är en tvåvingeart som beskrevs av Friedrich Georg Hendel 1928. Aethiothemara transiens ingår i släktet Aethiothemara och familjen borrflugor. Inga underarter finns listade i Catalogue of Life.